# Evolução do Colégio dos Cardeais sob o pontificado de Inocêncio IX
Abaixo está a evolução do colégio de cardeais durante o pontificado de Inocêncio IX e a subsequente vaga vaga .

## Composição para consistório
| Consistóro                    | 1591 | 1592 |
| ----------------------------- | ---- | ---- |
| Dezembro 1553                 | 1    | 1    |
| Consistórios de Júlio III     | 1    | 1    |
| Fevereiro 1561                | 4    | 4    |
| Março 1565                    | 3    | 3    |
| Consistórios de Pio IV        | 7    | 7    |
| Março 1566                    | 1    | 1    |
| Maio 1570                     | 3    | 3    |
| Consistórios de Pio V         | 4    | 4    |
| Novembro 1576                 | 1    | 1    |
| Março 1577                    | 1    | 1    |
| Fevereiro 1578                | 2    | 1    |
| Dezembro 1578                 | 1    | 1    |
| Dezembro 1583                 | 14   | 13   |
| Julho 1584                    | 1    | 1    |
| Consistórios de Gregório XIII | 20   | 18   |
| Maio 1585                     | 1    | 1    |
| Dezembro 1585                 | 4    | 4    |
| Novembro 1586                 | 8    | 8    |
| Agosto 1587                   | 1    | 1    |
| Dezembro 1587                 | 7    | 7    |
| Julho 1588                    | 1    | 1    |
| Dezembro 1588                 | 2    | 2    |
| Dezembro 1589                 | 4    | 4    |
| Consistórios de Sisto V       | 28   | 28   |
| Dezembro 1590                 | 1    | 1    |
| Março 1591                    | 4    | 4    |
| Consistórios de Gregório XIV  | 5    | 5    |
| Dezembro 1591                 |      | 2    |
| Consistórios de Inocêncio IX  |      | 2    |
| Total                         | 65   | 64   |

## Evolução durante o pontificado
| Data                   | Evento                                                                           | Total |
| ---------------------- | -------------------------------------------------------------------------------- | ----- |
| 27 de outubro de 1591  | Abertura do Conclave de 1591                                                     | 65    |
| 29 de outubro de 1591  | Eleição papal do Cardeal Giovanni Antonio Facchinetti com o nome de Inocêncio IX | 64    |
| 18 de dezembro de 1591 | criação de 2 Cardeais                                                            | 63    |
| 18 de dezembro de 1591 | Filippo Sega                                                                     | 63    |
| 18 de dezembro de 1591 | Giovanni Antonio Facchinetti de Nuce                                             | 63    |
| 22 de dezembro de 1591 | Morte do Cardeal Giovanni Vincenzo Gonzaga (51 anos)                             | 65    |
| 30 de dezembro de 1591 | Morte do Papa Inocêncio IX (72 anos)                                             | 65    |
| 6 de janeiro de 1592   | Morte do Cardeal Juan Hurtado de Mendoza (44 anos)                               | 64    |
| 10 de janeiro de 1592  | Abertura do Conclave de 1592                                                     | 64    |
| 30 de janeiro de 1592  | Eleição papal do Cardeal Ippolito Aldobrandini) com o nome de Clemente VIII      | 63    |